# Jean de Saint-Bonnet
Jean de Saint-Bonnet, señor de Toiras, fue un mariscal de Francia nacido el 1 de marzo de 1585 en Saint Jean de Gardonnenque (hoy Saint-Jean-du-Gard, departamento de Gard) y fallecido el 14 de junio de 1636 en Fontaneto d’Agogna cerca de Milán (Italia), a la edad de 51 años.

## Biografía
Jean de Saint-Bonnet fue el noveno y último hijo de Aymar de Saint-Bonnet de Caylar, señor de Toiras, y de Françoise de Claret de Saint-Félix, dama de Pallières.
A los catorce años era paje y posteriormente gentilhombre de la Casa del rey Enrique IV. A los 25 años alcanza el grado de teniente de montería al servicio de Luis XIII y más adelante capitán de la Guardia del Rey.
A pesar de ser protestante, fue fiel al rey y sirvió a sus órdenes en la lucha contra el partido hugonote. Sus cualidades como estratega, su valor y su honradez hicieron que fuera distinguido por el rey, al lado de quien participaría eficazmente en la toma de Saumur (1621) y en los sitios de Montauban (1621) y Montpellier (1622).
En enero de 1625 el duque de Rohan y su hermano el duque de Soubise sublevan de nuevo a los hugonotes. Las islas de Ré y Oléron son capturadas por Soubise y tomando como base el Puerto de Saint-Martín–de-Ré, lanza escaramuzas victoriosas contra las naves y tropas reales cercanas a La Rochelle. El Cardenal Richelieu envía al señor de Toiras y al duque de Monmorency contra Soubise haciéndole refugiarse en Inglaterra después de capturar una parte de su flota en la rada de Saint Martin.
Las disputas entre Henriette de Francia, hermana de Luis XIII, y Carlos I de Inglaterra desde su matrimonio (11 de mayo de 1625) y la posterior coronación de este último y la no coronación de Henriette por su condición de católica hacen que el rey de Francia apoye a su hermana. La situación se agrava cuando George Villiers, duque de Buckingham y favorito de Carlos I ataca y se apodera de varias naves francesas en las costas del Canal de la Mancha marchando a continuación hacia La Rochelle al mando de noventa naves y cerca de dieciséis mil hombres, entre los que se encuentra el duque de Soubise. El alcalde de La Rochelle, ciudad hugonote, niega el acceso al puerto al duque de Buckingham por lo que se vuelve hacia la Isla de Ré.

## El sitio de la Isla de Ré
Jean Bonnet, nombrado conde después de su victoria contra Soubise, es el gobernador de la Isla de Ré. Para su defensa, dispone de dos fuertes, el de Saint-Martin de Ré y el de Prée (sobre el municipio de La Flotte), con poco armamento pero con una tropa muy aguerrida.
El 22 de julio de 1627, Buckingham desembarca con sus tropas en Saint-Blanceau (en la actualidad Sablanceaux). Jean de Saint- Bonnet se enfrenta a los ingleses pero debe retirarse ante la gran ventaja numérica de los atacantes. En el curso de este primer enfrentamiento Buckingham pierde alrededor de 500 soldados, también muere en el combate Rollin de Saint-Bonnet de Toiras, hermano de Jean. Otro personaje que también muere en la batalla es el barón de Chantal, padre de Marie de Rabutin, que entonces tenía 17 meses y que posteriormente se convertiría en la célebre Marquesa de Sévigné.
El señor de Toiras se retira entonces a la ciudadela de Saint-Martin, dejando un centenar de soldados en el fuerte de Prée. Buckingham comienza entonces un asedio que va a durar cerca de tres meses. A principios del mes de octubre, Toiras, desanimado por la falta de comida y la imposibilidad de ser socorrido, comienza las negociaciones con Buckingham sobre las condiciones de su capitulación, pero los acontecimientos cambian favorablemente para los franceses cuando el día 7 de octubre una flotilla procedente de Sables-d’Olonne llega a la rada frente a Saint-Martin. A pesar de oposición de la flota inglesa, una treintena de chalupas con trescientos soldados, comida y prendas de vestir consigue llegar a la ciudadela. Los sitiadores provocados por los franceses, intentan un nuevo asalto pero son rechazados otra vez. Además, alrededor de 1500 hombres refuerzan a las tropas del fuerte de Prée.
El 6 de noviembre, Buckingham, que también ha recibido tropas de refresco, comienza un último combate intentando el asalto del fuerte de Saint-Martin pero de nuevo es derrotado, por lo que decide abandonar el lugar y levantar el sitio. Tropas francesas mandadas por el mariscal de Schomberg desembarcaron en Saint-Marie-de-Ré obligando a Buckingham a huir hacia el noroeste de la isla. Toiras y Schomberg persiguen a los ingleses alcanzando a la retaguardia a la altura de Loix. Tras la batalla quedan en el campo de batalla por parte inglesa dos mil hombres, entre los cuales hay cinco coroneles, tres teniente coroneles, dos cientos cincuenta capitanes y veinte gentileshombres, además son capturados cuatro piezas artilleras y sesenta banderas que posteriormente serían llevadas a París y colgadas en las bóvedas de Notre Damme. En total, Buckingham perdió en esta expedición, a más de 4.000 hombres de una fuerza total de 7.000 soldados.

## La guerra de sucesión de Mantua
La guerra de sucesión de Mantua es un conflicto asociado a la guerra de los Treinta Años que enfrenta por una parte a las tropas del emperador Fernando II de Habsburgo y de Carlos Manuel I, duque de Saboya, contra Charles Gonzague, heredero de los ducados de Mantua y Montserrat, ayudado por Luis XIII de Francia.
Tras la conquista en 1628 de Mantua por las tropas imperiales y la de Montferrat por las tropas saboyanas, Charles Gonzague se encuentra asediado en la ciudad piamontesa de Casale (en la actualidad Casale Monferrato)
Luis XIII y Richelieu cruzan los Alpes en su ayuda con un ejército en el que se encuentra el señor de Toiras. Toman la ciudad de Susa el 6 de marzo y rompen el sitio de Casale el 18 de marzo. Gracias a su audaz comportamiento en el asalto de Susa, Toiras es recompensado con los títulos de Embajador del Rey y Mariscal de Francia. El 19 de junio de 1631, negocia para Francia el Tratado de Cherasco, por el cual, el emperador Fernando II reconoce la posesión de Mantua y de una parte de Montserrat a Charles Gonzague. Saboya recibe también una parte de Montferrat. El 6 de julio de 1632, Toiras firma el Pacto de Turín por el cual Francia conserva Pignerol, plaza fuerte altamente estratégica que le abre la puerta hacía el llano del Po y que había sido conquistada el 29 de marzo de 1630.
El 12 de abril de 1633 fue nombrado caballero de la Orden del Espíritu Santo, negándose a regresar a Francia a recibir el galardón. Richelieu, que no le tenía mucha simpatía, aprovechó esta negativa para deshonrarlo acusando a sus hermanos de tomar partido por Gastón de Orleáns, además le retiró todas sus dignidades en noviembre de 1633.

## La última campaña
Con el permiso del rey, el señor de Toiras aceptó el mando del ejército del Duque de Saboya cuando éstos se hicieron aliados de Francia contra Austria en 1636. El 14 de junio de 1636 durante el ataque a la fortaleza de Fontaneto d’Agogna una descarga de arcabuz acabó con su vida. Su cuerpo fue llevado a Turín donde la duquesa de Saboya, hermana del rey, presidió la ceremonia fúnebre.

## Su familia
Entre sus hermanos destacan:
- Jacques de Saint-Bonnet, señor de Restinclières, consejero del Rey, gobernador de Clermont, de Lodève, de Lunel y del castillo de Meyrueis y senescal de Montpellier.
- Simon de Saint-Bonnet, señor de La Forest, gobernador de la villa de Foix, consejero del Rey.
- Claude de Saint-Bonnet de Toiras, consejero del Rey, agente del clero de Francia, obispo de Nimes, conde y abad de Saint-Gilles, prior de Longpont.
- Paul de Saint-Bonnet de Toiras, señor de Montferrier, teniente del Rey. Muerto en el asalto del duque de Buckingham a la fortaleza de Saint-Martin-de-Ré en 1627.
- Rollin de Saint-Bonnet de Toiras, señor de Restinclières, capitán de la Guardia del Rey. Muerto en el primer asalto a la Isla de Ré el 23 de julio de 1627.